# Melanitta
Melanitta este un gen de rațe din familia Anatidae. Masculii sunt în mare parte negri și au ciocul umflat, iar femelele sunt brune. Se înmulțesc în nordul îndepărtat al Europei, al Asiei și al Americii de Nord și iernează mai la sud, în zonele temperate ale acestor continente. Formează stoluri mari pe apele de coastă potrivite. Cuiburile lor căptușite sunt construite pe sol în apropierea mării, a lacurilor sau a râurilor, în păduri sau în tundră. Aceste specii se scufundă după crustacee și moluște.

## Taxonomie
Genul Melanitta a fost introdus de zoologul german Friedrich Boie în 1822. Specia tip a fost desemnată în 1838 de Thomas Campbell Eyton ca fiind rața catifelată. Denumirea genului combină cuvintele din greaca veche melas care înseamnă „negru” și netta care înseamnă „rață”.
Genul conține șase specii:
| Imagine | Denumire științifică    | Nume comun              | Distribuție                                                                                |
| ------- | ----------------------- | ----------------------- | ------------------------------------------------------------------------------------------ |
|         | Melanitta americana     | Rață neagră americană   | la nord de America de Nord, în Labrador și Newfoundland, până în sud-estul Golfului Hudson |
|         | Melanitta nigra         | Rață neagră             | la nord de Europa și Asia, la est de râul Olenyok                                          |
|         | Melanitta fusca         | Rață catifelată         | în estul Turciei, în Europa până în Marea Britanie și în Marea Neagră și Marea Caspică     |
|         | Melanitta deglandi      | Rață cu aripi albe      | America de Nord                                                                            |
|         | Melanitta stejnegeri    |                         | în nordul îndepărtat al Asiei, la est de bazinul Yenisey                                   |
|         | Melanitta perspicillata | Rață neagră cu ochelari | America de Nord, în special în nordul Canadei și Alaska                                    |